# Cardamine pulchella
Cardamine pulchella là một loài thực vật có hoa trong họ Cải. Loài này được (Hook.f. & Thomson) Al-Shehbaz & G.Yang mô tả khoa học đầu tiên năm 1998.